# Vicente López Portaña

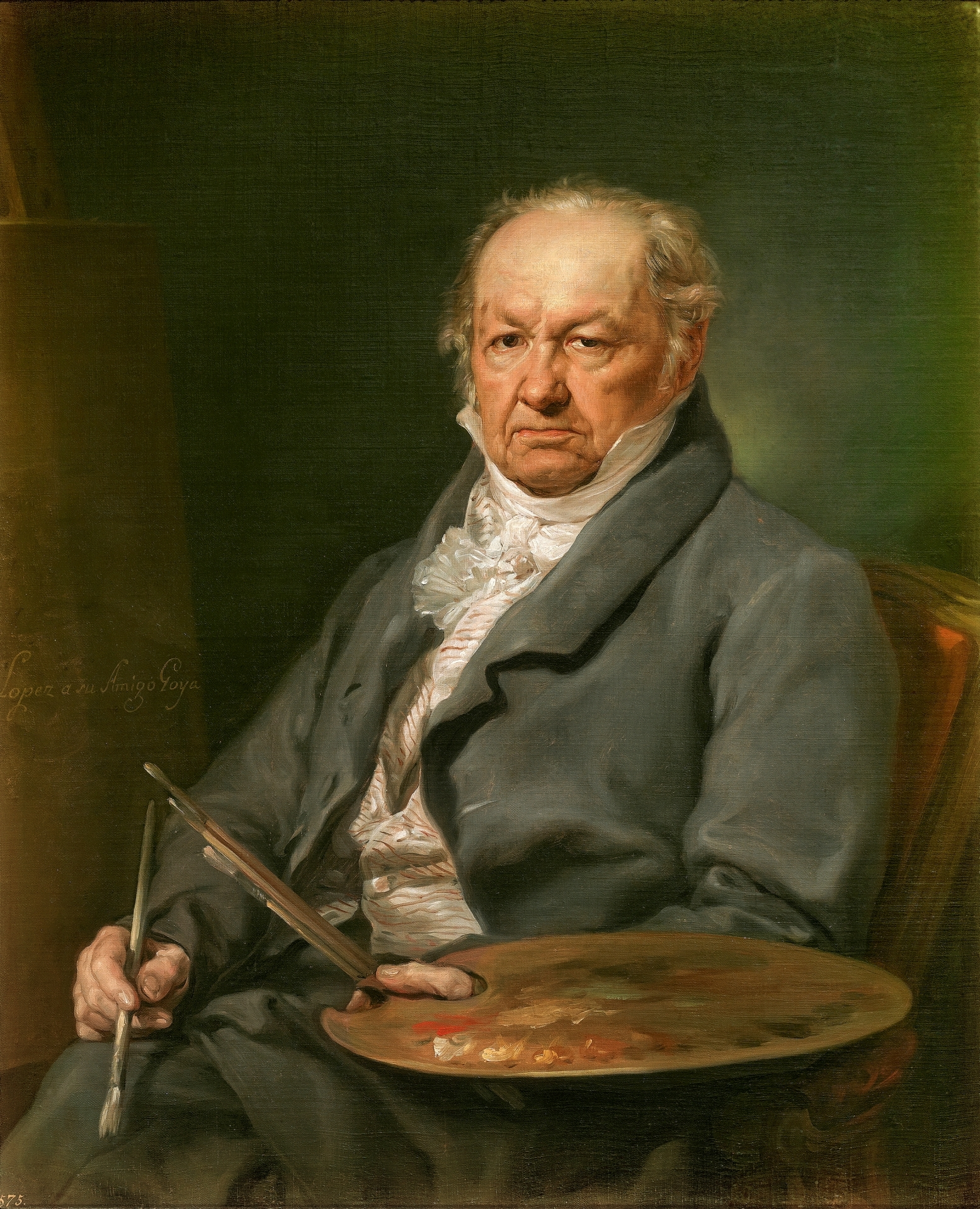
El pintor Francisco de Goya, 1826, por Vicente López Portaña (Museo del Prado).

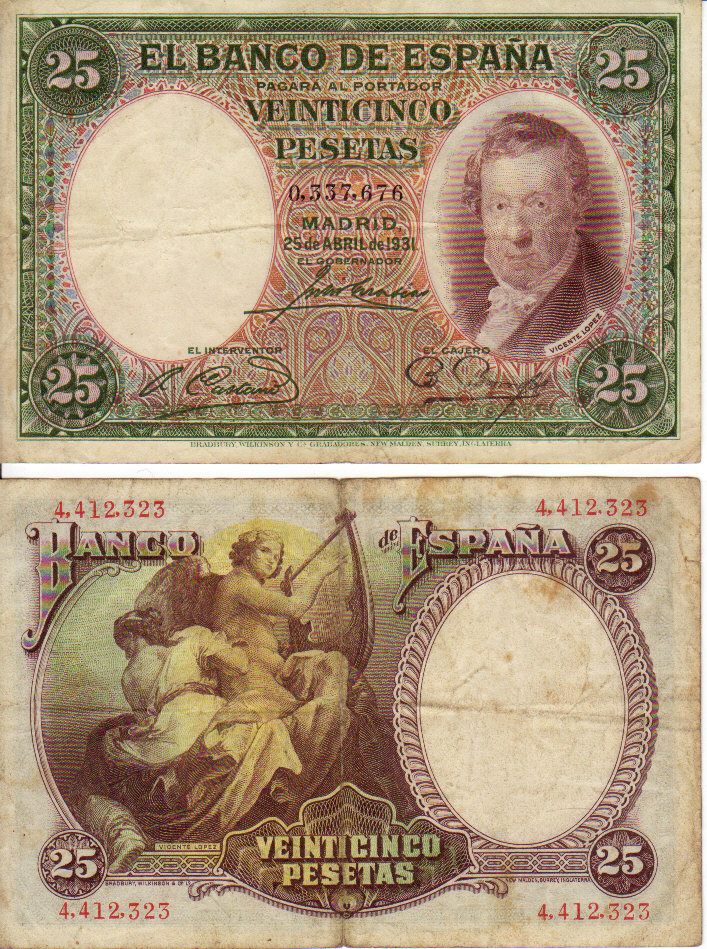
Vicente López Portaña en el billete de 25 pesetas de 1931.

Vicente López Portaña (Valencia, 19 de septiembre de 1772-Madrid, 22 de julio de 1850) fue un pintor español de transición entre el neoclasicismo y el romanticismo.

## Biografía
Inició sus estudios en la Academia de San Carlos, donde en 1789 fue premiado por su obra El rey Ezequías haciendo ostentación de sus riquezas, con una beca de estudios en Madrid.
En 1790 obtiene el primer premio en el concurso de la Academia de San Fernando con su obra Los Reyes Católicos recibiendo una embajada del Rey de Fez.
Tras permanecer en Madrid trece años, donde recibió la influencia de pintores como Francisco Bayeu, Mariano Salvador Maella y Mengs, regresó a Valencia en 1792, donde pintó a Fernando VII con el hábito de la Orden de Carlos III y numerosos retratos de los jefes militares franceses que ocupaban España durante la guerra de la Independencia.
El sentido realista que demuestra en estos retratos hizo que Fernando VII lo nombrase Primer Pintor de Cámara en 1815, desplazándose nuevamente a Madrid, donde se convirtió en el pintor de moda entre la aristocracia y alta burguesía madrileña. Entre otros pintó al III conde de Lerena, Pedro López de Lerena Sobarzo (ca. 1820).
En 1826 realizó su obra más conocida, el Retrato del pintor Francisco de Goya, y en 1831 hizo el retrato de Fernando VII con el hábito de la Orden del Toisón de Oro.
Muy hábil en el dibujo y en la plasmación de las texturas, se mantuvo activo y en plenas facultades hasta edad muy avanzada, dominando el retrato oficial madrileño durante décadas. Falleció el 22 de julio de 1850, cuando era Primer Pintor de Cámara de Isabel II.
Sus hijos Bernardo y Luis fueron igualmente pintores.

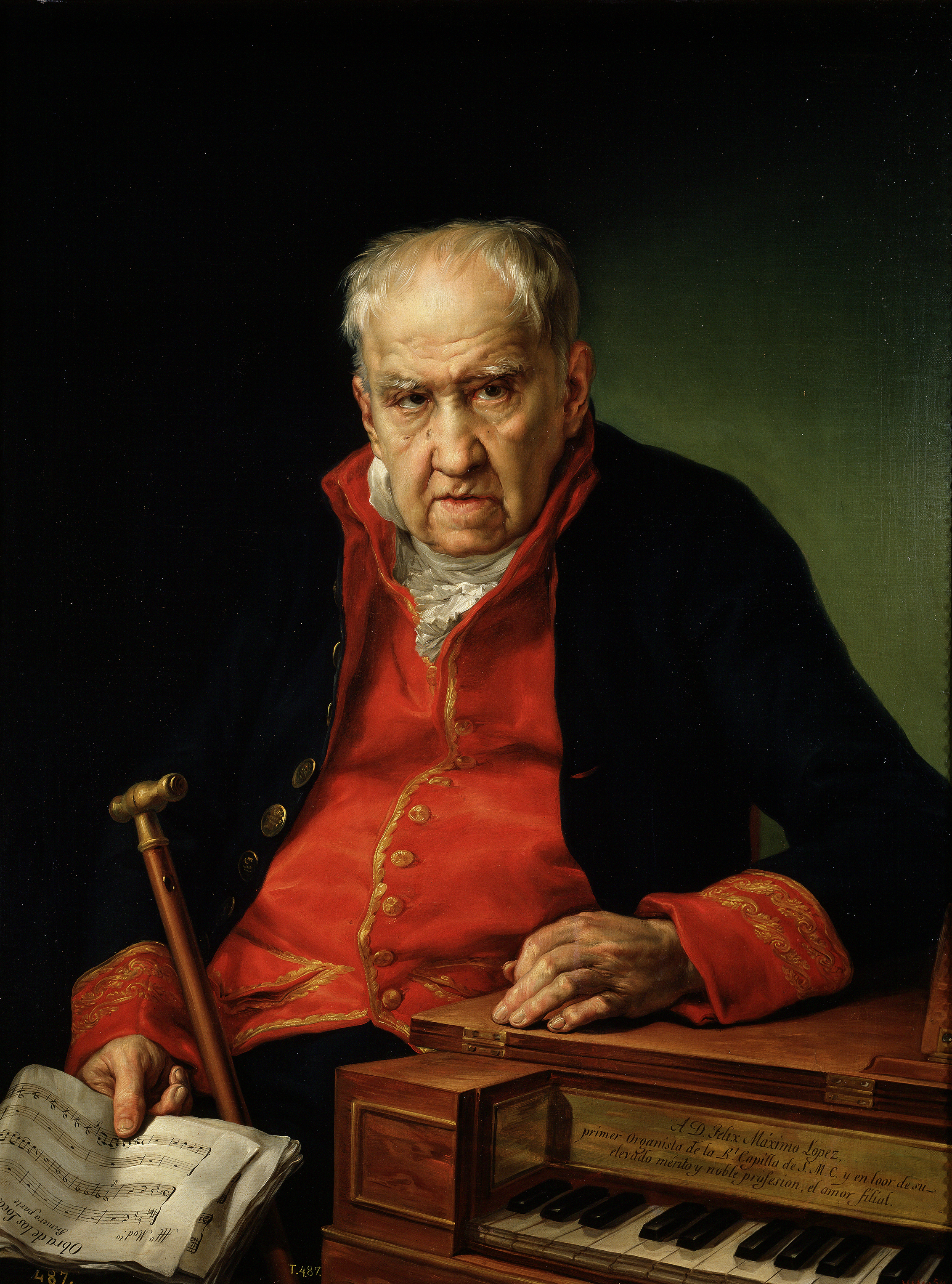
Retrato del organista y compositor Félix Máximo López por Vicente López Portaña, 1820. (Museo del Prado).

Apareció en los billetes de 25 pesetas de 1931 durante la Segunda República Española. Distintas obras suyas, incluyendo un autorretrato, ilustraron una serie de sellos españoles en 1973.

## Obras

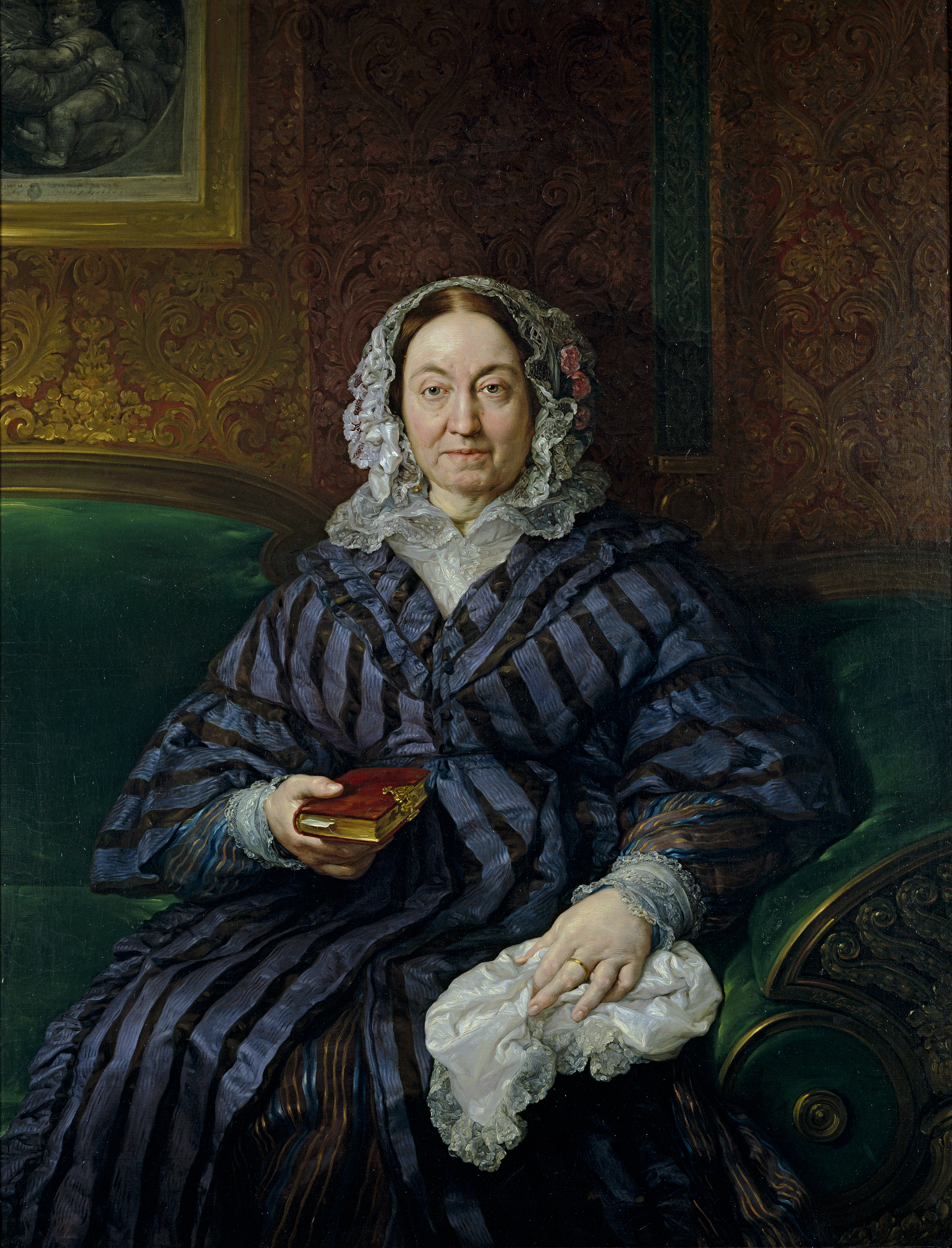
Francisca de la Gándara y Cardona, condesa viuda de Calderón, por Vicente López Portaña, 1846 (Museo del Prado).

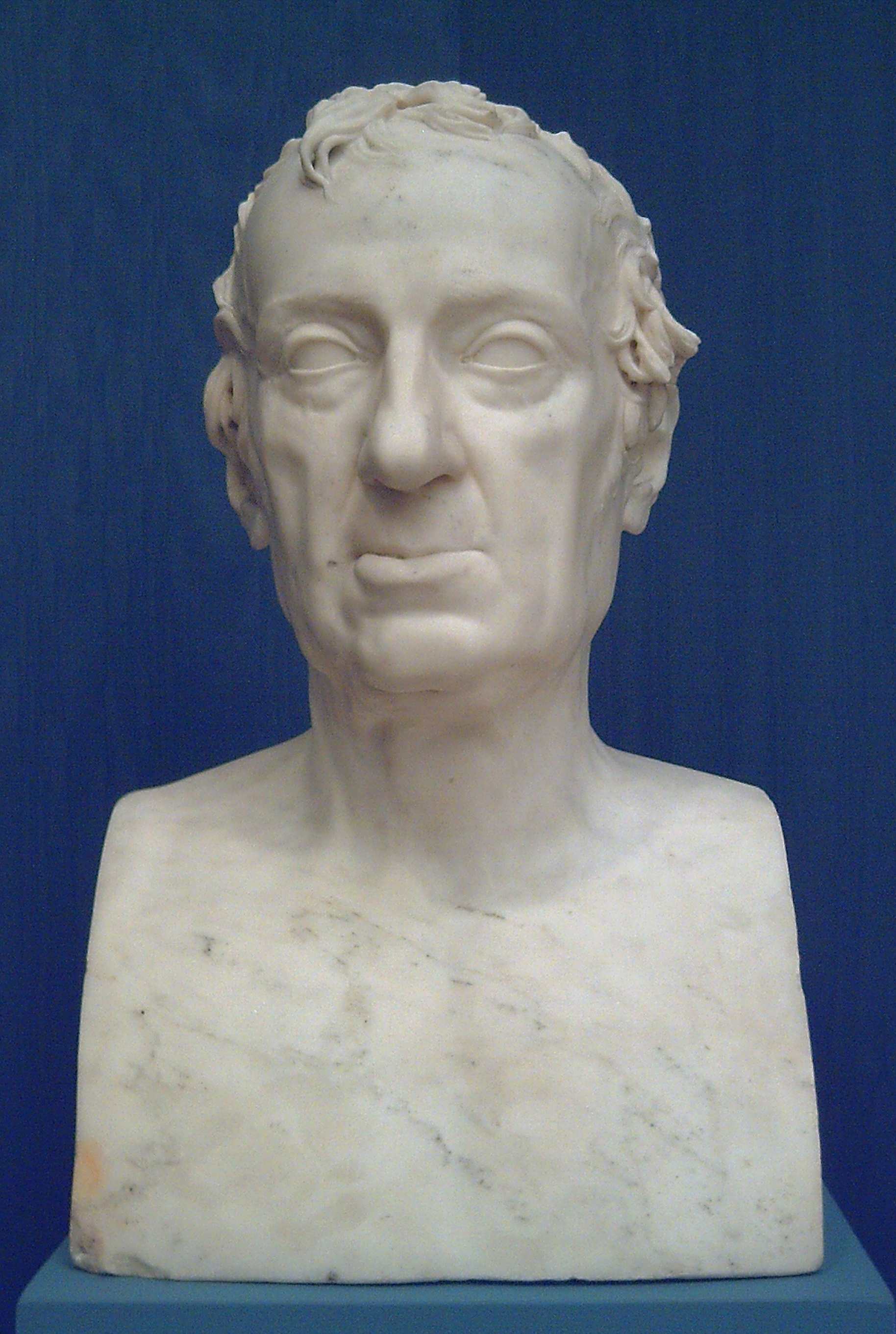
Busto de Vicente López, por J. Duart (Real Academia de Bellas Artes de San Fernando).

- Los Reyes Católicos recibiendo una embajada del Rey de Fez, 1790. Real Academia de Bellas Artes de San Fernando.[2]
- Adoración de la Sagrada forma (copia de Claudio Coello) h. 1792. Museo del Prado.[3]
- El pintor Francisco de Goya, 1826. Museo del Prado.[4]
- Retrato del Infante D. Carlos María Isidro, 1814. Real Academia de Bellas Artes de San Fernando.[5]
- María Cristina de Borbón, reina de España, 1830. Museo del Prado.[6]
- El Infante Antonio Pascual de Borbón, h. 1815. Retrato en óvalo. Museo del Prado.[7]
- María Josefa Amalia de Sajonia, h. 1828. Museo del Prado.[8]
- María Antonia de Borbón, princesa de Asturias, h. 1815. Museo del Prado.[9]
- María Isabel de Braganza, reina de España, h. 1816. Retrato en óvalo de busto corto. Museo del Prado.[10]
- María Isabel de Braganza, reina de España, h. 1820. Réplica del anterior para la Academia de Bellas Artes de San Fernando.[11]
- Retrato de Don Carlos María Isidro, h 1823. Real Academia de Bellas Artes de San Fernando.[12]
- El coronel Juan de Zengotita Bengoa, 1842. Museo del Prado.[13]
- Luisa de Prat y Gandiola, luego marquesa de Barbançon, h. 1845. Museo del Prado.[14]
- Los hijos del conde de Casa Flórez, 1828.
- La señora de Carballo, niña, h. 1838-1840.
- La Huida a Egipto, h. 1795. Museo del Prado[15]
- Fray Tomás Gasco, h. 1794. Museo del Prado[16]
- Carlos IV y su familia homenajeados por la Universidad de Valencia, 1802. Museo del Prado.[17]
- El obispo Pedro González Vallejo h. 1820. Museo del Prado (en depósito en el Museo de Bellas Artes de La Coruña).[18]
- Antonio Ugarte y su esposa, María Antonia Larrazábal, 1833. Museo del Prado.[19]
- Doña Salvadora Torra, viuda de Camarón
- José Gutiérrez de los Ríos, 1849. Museo del Prado.[20]
- La señora Delicado de Imaz, h. 1836. Museo del Prado.[21]
- El sueño de san José, h. 1791-1792. Museo del Prado.[22]
- San Pedro liberado por el ángel, h. 1791-1792. (Pareja del anterior). Museo del Prado.[23]
- María Pilar de La Cerda y Marín de Resende, duquesa de Nájera, h. 1795. Museo del Prado.[24]
- La miniaturista Teresa Nicolau Parody, h. 1844. Retrato en óvalo. Museo del Prado.[25]
- Francisco Tadeo Calomarde, h. 1831. Museo del Prado (en depósito en la Real Academia de la Historia).[26]
- Boceto para la Alegoría de la institución de la orden de Carlos III, 1827-1828. Museo del Prado.[27]
- Alegoría de la donación del Casino a la reina Isabel de Braganza por el Ayuntamiento de Madrid, 1818. Museo del Prado.[28]
- El arzobispo Juan José Bonel y Orbe
- Retrato de Don Manuel Fernández Varela, 1829. Real Academia de Bellas Artes de San Fernando.[29]
- Retrato de Alejandro Mon, 1850. Museo del Prado (inconcluso a la muerte del pintor, terminado por su hijo Bernardo).[30]
- Ignacio Gutiérrez Solana, veedor de las Reales Caballerizas, h. 1823. Museo del Prado.[31]
- La Infanta Luisa Carlota de Borbón, h. 1819. Museo Lázaro Galdiano[32]
- Félix Antonio Máximo López, primer organista de la real capilla, 1820. Museo del Prado.[33]
- Pedro Alcántara Álvarez de Toledo, XIII duque del Infantado, 1827. Museo del Prado.[34]
- Luis Veldrof, aposentador mayor y conserje del Real Palacio, h. 1823. Museo del Prado.[35]
- Henry O'Shea
- El sacerdote Juan Gutiérrez de León, 1840. Museo Lázaro Galdiano.[32]
- El infante Carlos María Isidro de Borbón, h. 1823. Museo del Prado (en depósito en el Museo del Carlismo, Estella).[36]
- El general Pedro Caro Sureda, marqués de la Romana (copia), h. 1815. Museo del Prado.[37]
- Retrato de caballero, h. 1816. Museo del Prado.[38]
- Fernando VII, con uniforme de capitán general, 1814. Museo del Prado (en depósito en el Museo del Romanticismo).[39]
- María Francisca de la Gándara y Cardona, condesa viuda de Calderón, 1846. Museo del Prado.[40]
- Fernando VII, con uniforme de capitán general, h. 1814. Museo del Prado.[41]
- María Cristina de Borbón, con el hábito del Carmen, h. 1832. Museo del Prado.[42]
- El Buen Pastor, h. 1800. Museo del Prado.[43]
- Isabel II, niña, h. 1835. Museo del Prado (en depósito en el Tribunal Supremo).[44]
- El sueño de san José, 1805. Museo del Prado.[45]
- Alegoría de las Ciencias, h. 1794-1795.
- Bautismo de san Hermenegildo por san Leonardo, h. 1816.
- Fernando VII, con uniforme de capitán general, h. 1816-1818.
- María Isabel de Braganza, reina de España,  h. 1816-1818.
- San Frutos, h. 1805.
- La beata Josefa María de santa Inés de Beniganim, h. 1805.
- Imagen de la Virgen de la Fuencisla en su altar, h. 1815-1816.
- Santa con angelitos en un paisaje
- Retrato del Rey Fernando VII, 1814. Real Academia de Bellas Artes de San Fernando.[46]
- Aparición del Niño Jesús a san Antonio de Padua, h. 1816-1818.
- Jesús con la cruz a cuestas, camino del Calelio, h. 1842-1846.
- Retrato de Doña María Francisca de Braganza y Borbón, h. 1823. Real Academia de Bellas Artes de San Fernando.[47]
- Retrato de D. Matías Sorzano Nájera, 1840.
- Dos rodelas de escudos coronadas, con genios y famas
- Fernando VII con el hábito de la orden del Toisón de Oro, h. 1830. Embajada de España ante la Santa Sede, Palazzo di Spagna.
- Fernando VII con el hábito de la orden del Toisón de Oro, h. 1830. Museo Lázaro Galdiano (boceto preparatorio).
- Fernando VII con el hábito de la orden de Carlos III, 1808. Ayuntamiento de Valencia.
- Fernando VII con el hábito de la orden de Carlos III, 1808. Museo Lázaro Galdiano (boceto preparatorio).
- Fernando VII de paisano, 1830. Real Academia de Bellas Artes de San Fernando. (réplica con cambios del que se encuentra en el Palacio Real de Madrid).[48]
- Retrato de Francisco Javier de Oms y de Santa Pau, V Marqués de Castelldosrius, 1841. Real Academia de Bellas Artes de San Fernando.[49]
- Isabel de Mayrand y el conde de Salmony, junto a su castillo, h. 1791-1792.
- Encuentro del rey Etelredo y Etelgiva, h. 1791-1792.
- San Francisco y santa Clara adorando la Santa Faz de Alicante, h. 1800-1805.
- La basílica de San Francisco el Grande de Madrid
- Amorcillo jugando con un perro, h. 1805-1810.
- Amorcillo cabalgando sobre un perro, h. 1805-1810.
- San Francisco Javier bautizando indios, (copia).
- El canónigo Mariano de Liñán y Morelló, h. 1834. Museo Lázaro Galdiano.[32]
- Orla decorativa con la aparición de la Virgen a san Simón Stock y varios santos carmelitas, h. 1816.
- Virgen de la Merced, entronizada sobre nubes, h. 1794-1797.
- Retrato de Don Manuel González Salmón, 1826. Real Academia de Bellas Artes de San Fernando.[50]
- Retrato de la reina de las dos Sicilias, 1829. Real Academia de Bellas Artes de San Fernando.[51]
- Retrato del rey de las dos Sicilias, 1829. Real Academia de Bellas Artes de San Fernando, pareja del anterior.[52]
- Predicación de san Juan Bautista, h. 1832-1835.
- Retrato de Don Isidro González Velázquez, h. 1830. Real Academia de Bellas Artes de San Fernando.[53]
- Pedro Cano, canónigo de la catedral de Valencia, 1843.
- Ciro el Grande ante los cadáveres de Abradato y Pantea, h. 1826. Destruida en el incendio del Tribunal Supremo de 1915. Se conserva únicamente un dibujo preparatorio.
- El milagro, 1833.
- Retrato de José Piquer, 1848. Real Academia de Bellas Artes de San Fernando.[54]